# アヤ・エイトプリンス
アヤ・エイトプリンス（Aya Eightprince、1993年5月2日 - ）は、日本の歌手、女優、ボイストレーナー。女性アイドルグループ・LUCYのメンバー。BiS（第2期）、GANG PARADEの元メンバー。東京都八王子市出身。愛称は「アヤプリ」。

## 略歴
2016年、9月1日から3日まで行われた第2期BiS合宿オーディションに「コショージメグム（仮）」として参加し合格。翌9月4日、「THiS is BiS」（中野Heavysick ZERO）でお披露目。
2017年3月28日から4月2日まで行われたBiS、BiSH、GANG PARADE合同オーディションに現役メンバーとして参加。最終日に開催された「WACK EXHiBiTiON」（横浜赤レンガ倉庫イベント広場）において、GANG PARADEのカミヤサキとの間でレンタル・トレードが行われることが発表された。レンタル期間は当初5月1日から9月末までであったが延長され、2018年3月3日をもってレンタル終了、翌3月4日の「BiS 2nd BEGiNNiNG TOUR FiNAL WHO KiLLED IDOL??」（両国国技館）よりBiSに復帰。
この間、2017年10月には、BiS、BiSH、GANG PARADEメンバーから選抜されたシャッフルユニット「SAiNT SEX」のメンバーに選抜。
2018年12月29日、「I Don't Know What Will Happen TOUR」ファイナル（Zepp Tokyo）にて、渡辺淳之介より戦力外通告を受ける。
2019年5月11日、「Are you ready to go? TOUR」ファイナル（マイナビBLITZ赤坂）にてBiS解散とともに移籍金、契約金なし、人的保証なし、即時活動可能な形での契約解除（渡辺曰く「FA宣言的なもの」）となった。
BiS解散後はフリーで活動する道を選ぶ。2019年7月29日より配信開始したTwitterドラマ「近いようで遠くって」でソロとしての活動を開始。
2020年1月29日にはビジュアルブック「スプリンクル。」「bouquet」を2冊同時発売。同年4月15日には「パンクスカスカパラダイス / お疲れ様ラプソディ」を配信リリースした。
2020年秋よりクラウドファンディングにて支援を受け、製作された1stアルバム「Dear」を2021年8月18日にCDリリース、同年12月25日に配信リリースした。
2024年、RIKA MIDUKIをプロデューサーに迎え、ガーリッシュ・ロックグループ「LUCY」を結成。9月21日プレデビュー。

## 出演

### テレビドラマ
- 5年後のタイムカプセル（2020年11月16日 - 12月28日、千葉テレビ） - 主演・ 楓役

### 配信
- Twitterドラマ「近いようで遠くって」（2019年7月29日）[13]
- 「鈴木愛理と専門学校HALコラボスペシャル映像を一緒に見て、みんなで色々決めちゃおうSP」ゲスト(2019年8月16日、ニコニコ生放送)
- 鈴木愛理の火曜The NIGHT#164「鈴木愛理大好きアイドル大集合SP」ゲスト（2019年9月4日、AbemaTV）

### アプリ
- 笑顔の果て[14]

## 作品

### 楽曲参加
- 「WACK is FXXK」（SAiNT SEX）
- 「オーケストラ」※『WACK & SCRAMBLES WORKS』収録
- 「ラバソー 〜lover soul〜」※『WACK & SCRAMBLES WORKS』収録

### 音楽配信
- 「パンクスカスカパラダイス / お疲れ様ラプソディ」（2020年4月15日）
- 「Dear」(2021年8月18日CD発売、2021年12月25日配信開始)[15]

## 書籍
- 「スプリンクル。」（アイドルヴィレッジ、2020年1月29日）
- 「bouquet」（アイドルヴィレッジ、2020年1月29日）